# Willy Meyer

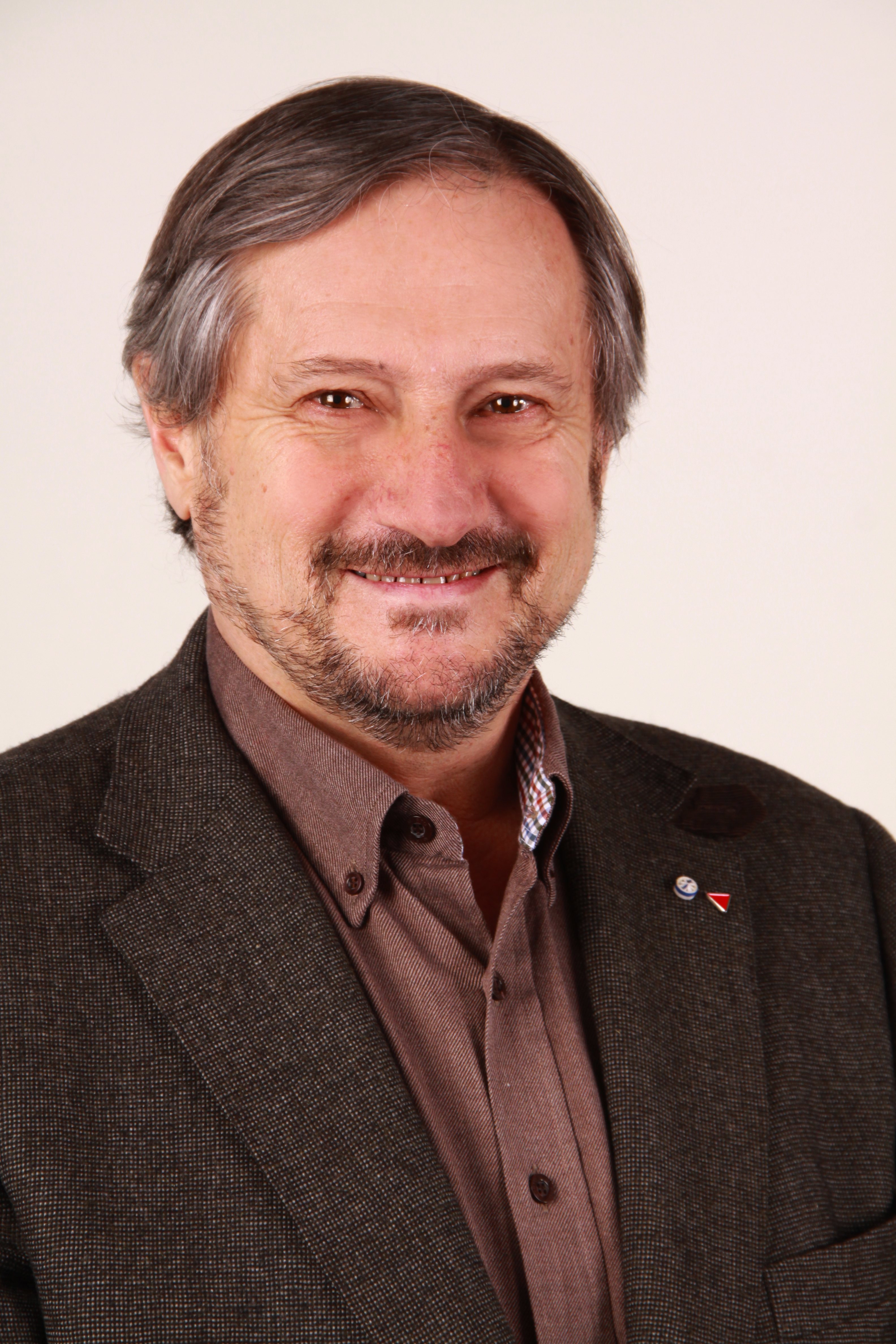
Willy Meyer, 2014.

Willy Enrique Meyer Pleite (Madrid, 19 augustus 1952) is een Spaans econoom en politicus van de partij Izquierda Unida (Verenigd Links).
Meyer studeerde economie aan de Universiteit van Madrid. Hij was actief in de studentenbeweging en trad in 1970 toe tot de Communistische Partij van Spanje. Hierom is hij tijdens de dictatuur van Franco verschillende keren opgepakt en gemarteld.
Meyer was eerst bestuurslid van de Communistische Partij, en later van Verenigd Links toen deze partij daarin opging. Hierbij is hij vooral verantwoordelijk voor de portefeuille Internationale Relaties. Hij was gemeenteraadslid van Sanlúcar de Barrameda, gedeputeerde van de provincie Cádiz en later parlementslid voor deze provincie. In deze laatste functie was hij woordvoerder van de Commissie Binnenlandse Zaken en Defensie. Hij droeg bij aan de professionalisering van het leger en zat in de raad van de OVSE.
Voor Izquierda Unida zat Meyer van 1996 tot 2000 in het Congres van Afgevaardigden voor de provincie Cádiz. In 2004 werd hij in het Europees Parlement gekozen voor deze partij, die deel uitmaakt van de fractie GUE/NGL. In 2009 werd hij voor deze functie herkozen als lijsttrekker van La Izquierda ('De Linkse'), een gezamenlijke lijst met Iniciativa per Catalunya Verds (Initiatief voor een groen Catalonië).
In het Europees Parlement was Meyer ondervoorzitter van de commissies buitenlandse zaken en verzoekschriften, en van de delegatie in de Euro-Latijns-Amerikaanse Parlementaire Vergadering. Verder was hij lid van de delegatie voor betrekkingen met de Andesgemeenschap.
Op 9 juli 2014 trad Meyer af als lid van het Europees Parlement.